# Cryptopygoplus
Genre
Synonymes
- Lawrenciola Roewer, 1935

Cryptopygoplus est un genre d'opilions laniatores de la famille des Assamiidae.

## Distribution
Les espèces de ce genre se rencontrent en Afrique australe.

## Liste des espèces
Selon World Catalogue of Opiliones (07/06/2021) :
- Cryptopygoplus africanus Lawrence, 1931
- Cryptopygoplus capriviensis Lotz, 2011
- Cryptopygoplus coronatus Staręga & Snegovaya, 2009
- Cryptopygoplus damaranus Lawrence, 1931
- Cryptopygoplus rhodesianus Lawrence, 1931

## Publication originale
- Staręga, 1992 : « An annotated check-list of harvestmen, excluding Phalangiidae, of the Afrotropical Region (Opiliones). » Annals of the Natal Museum, vol. 33, no 2, p. 271–336 (texte intégral).